# آرثر إل. هايوود الثالث
آرثر إل. هايوود الثالث هو سياسي أمريكي، ولد في 28 يناير 1957. نشط حزبياً في الحزب الديمقراطي.